# Herreruela
Herreruela es un pueblo y municipio español, en la provincia de Cáceres, Comunidad Autónoma de Extremadura. Pertenece al partido judicial de Valencia de Alcántara y a la mancomunidad de la Sierra de San Pedro.
Se encuentra al suroeste de la provincia, a 50 km de la capital provincial en dirección a la frontera con Portugal, de la cual dista también 50 km. Tiene un área de 113,72 km² con una población de 354 habitantes en 2017 y una densidad de 3,11 hab/km².

## Geografía física
Herreruela se encuentra en el extremo norte de la Sierra de San Pedro, entre la misma sierra y el río Salor.
Herreruela limita con:
- Brozas al norte;
- Cáceres al este;
- Salorino al oeste;
- San Vicente de Alcántara y Alburquerque al sur.

Herreruela tiene una altura media sobre el nivel del mar de 326 metros. Con un descenso muy acusado desde los 644 metros de la sierra de San Pedro hasta los 200 metros en que se ubica los riberos del río Salor. Este clima montañoso es muy adecuado para el secado de productos ibéricos y otros productos locales. 
Además del río Salor, Herreruela cuenta con una serie de arroyos de importancia. Entre ellos se destacan
- Arroyo del Lugar: Nace en la Sierra de San Pedro, tiene un longitud aproximada de unos 10 kilómetros . Cruza la localidad de Herreruela y posteriormente desemboca en el río Salor.
- Arroyo de los Lindones.
- Arroyo de Guadalto: Nace en la Sierra de San Pedro, tiene una longitud aproximada de unos 12,5 kilómetros. Desemboca en el río Salor.

Herreruela tiene una vegetación tradicional de dehesa extremeña y bosque mediterráneo. Con un ecosistema formado pro encinas y alcornoque, complementado con jaras, escobas ,retamas, tomillo, cantueso… La bellota es un producto tradicional de sus dehesas. Lo que ha beneficiado, tradicionalmente, a la crianza de cerdos ibéricos en la región.
En el municipio al igual que en toda la Sierra de San Pedro existe una gran variedad de fauna especialmente aves (buitre leonado, águila calzada, águila imperial ibérica, milano negro, águila perdicera, cigüeña negra, cigüeña blanca) que ha posibilitado que esta zona sea declarada Zona ZEPA.

## Historia
Herreruela ha sido una tierra poblada por diversas culturas. Han pasado por ella romanos, visigodos y árabes sin que queden restos significativos por su carácter tradicionalmente campesino. 
El origen de Herreruela como localidad se sitúa en la época tadorromana según los indicios aportados por las tumbas antropomorfas de la Horma halladas en la localidad. 
La localidad fue, al igual que las localidades de la zona perteneció al feudo de la Orden de Alcántara hasta finales del siglo XVIII. Tres grandes dehesas, como la Cantillana, Turuñuelo y Piejunta, suponían el 90 % de la superficie municipal. Lo que suponía que los habitantes apenas tenían tierras para cultivar. Actualmente, los grandes latifundios sirven para la cría de cerdo ibérico y es una de las fuentes económicas de la localidad. 
Una de sus calles, la calle Princesa, debe su nombre a la Infanta Doña María de Portugal que pernoctó en la localidad camino de su boda con el rey Felipe II en el año 1543.
Herreruela, en 1594 formaba parte de la Tierra de Alcántara en la Provincia de Trujillo. A la caída del Antiguo Régimen la localidad se constituye en municipio constitucional en la región de Extremadura, desde 1834  quedó integrado en el Partido Judicial de Valencia de Alcántara. En el censo de 1842 contaba con 150 hogares y 822  vecinos.

## Demografía
Herreruela cuenta con una población de 325 habitantes (INE 2024).
| Gráfica de evolución demográfica de Herreruela entre 1842 y 2021                                                    |
| |
| Población de derecho según los censos de población del INE Población de hecho según los censos de población del INE |

## Economía

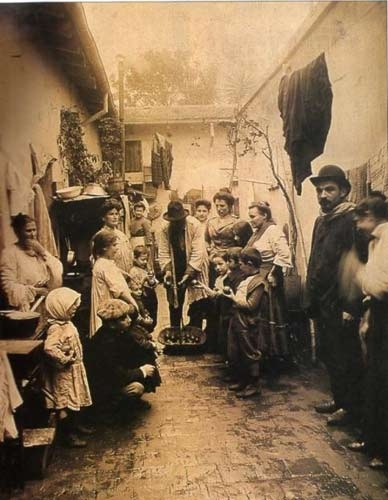
Vendedor de manzanas en Herreruela en 1852.

La economía de Herreruela se basa en la un conjunto de explotaciones agropecuarias familiares y el sector servicios, entre los que destaca el Hotel Rural Sierra de San Pedro.
Respecto a las explotaciones agropecuarias, los animales habituales son las cabras, ovejas, vacas y, especialmente, los cerdos. La existencia de una gran dehesa unida al clima de la localidad lo hace un lugar especialmente adecuado para la cría de productos ibéricos. En su término municipal se encuentra el Secadero de Jamones y Embutidos Ibéricos Extrem Puro Extremadura.

## Monumentos
- Iglesia de Nuestra Señora de la Encarnación. La Iglesia Parroquial, es un buen ejemplo de barroco rural. Su fecha de construcción está en entredicho pero se estima que fue antes del siglo XV por la existencia de la talla de un cristo de esa época y restos del retablo del siglo XVI. Aunque la iglesia tal como puede verse ahora se cree que fue del siglo XVIII, con una inscripción tallada que indica el año 1732. Además, su estilo barroco responde al estilo barroco arquitectónico del siglo XVIII. Su estilo único barroco le confiere una interés histórico y artístico significativo.
- Casa Grande o de la Marquesa, gran casa de estilo colonial data de finales del siglo XIX o principios del XX, construida en la plaza del pueblo, aunque actualmente sólo la fachada se encuentra en buen estado.
- El Bujío (Bohido) o Ermita de San Juan, antigua ermita construida en piedra a las afueras del pueblo en el siglo XVII, actualmente se encuentra totalmente en ruinas. Es posible que sea el edificio en pie más antiguo del pueblo.
- Tumbas Antropomórficas, Se trata de tumbas excavadas en la roca, dispersas por toda la zona. Todos los indicios indican que pueden ser de época tardorromanica o paleocristiana (siglos III a V). Tienen estructura rectangular con cierto estrechamiento hacia la zona de los pies. Las podemos encontrar en "La Horma" situada en la carretera de Brozas, hay dos juntas y una aislada cerca de las anteriores.

Como monumento menor, pero digno de mención, también existen antiguos molinos, tanto de viento como de agua. El molino de viento aún se mantiene en pie en su estructura principal. Mientras que el molino hidráulico se destinaba a moler los cereales de las cosechas de la zona. Se ubica a las orillas del río Salor y está construido en piedra con forma cilíndrica de unos diez metros de diámetro. 
También, en el arroyo de Herreruela podemos encontrar el conocido como "Molino de la Rosa" construido también en piedra.

## Gastronomía
- La Rosca de Piñote: desde hace más de 100 años el dulce más típico y con más tradición de la localidad. Se confecciona para la Virgen del Rosario o Día de las Candelas, el 2 de febrero.
- Embutidos ibéricos: Herreruela es cuna del buen ibérico, debido a sus extensas Dehesas y sus encinas y alcornoques. Su especial clima lo hacen idóneo para la curación de todo tipo de embutido. En el término municipal tenemos la empresa Extrem Puro Extremadura, famosa por la calidad de su embutido ibérico.[9]

## Fiestas
- Fiestas patronales de San Juan Bautista, el 24 de junio. En la víspera del día del patrón los mozos del pueblo recogen ramas (antiguamente tomillos) con una carreta sobre la que se sitúan para acompañar al mayordomo de las fiestas, recibiéndoseles en la entrada este del pueblo, todo ello acompañado por ponche y altramuces ofrecido por la familia del mayordomo. Con las ramas recogidas se realizan hogueras a partir de la medianoche.
- Magusto (Magosto), se celebra el 1 de noviembre, es una fiesta tradicional en la que se asiste al campo desde por la mañana hasta que anochece a comer productos típicos y diferentes asados, siendo características las castañas asadas.
- La rosca, se sortea un producto típico de repostería llamado  Rosca de piñonate, cuya elaboración se realiza como ofrenda a la Virgen del Rosario y forma parte de una tradición de aproximadamente 150 años.
- Carnavales: Disfraces, pasacalles y concursos. Rifa de la Rosca de piñonate (dulce típico ofrecido a la Virgen) el domingo de carnaval[10]
- Los tomillos: Se celebra en la víspera de San Juan donde los mozos van al campo a recoger ramas. Posteriormente el mayordomo los espera y el pueblo sale a recibirlos repartiéndose ponche entre los asistentes. Por la noche se hace una gran hoguera con las ramas traídas (antiguamente tomillos).
- Matanza tradicional para todo el pueblo ejecutada a finales de febrero o principios de marzo.